# Język pokomo
Język pokomo – język z rodziny bantu, używany w Kenii i Tanzanii. W 1980 roku liczba mówiących wynosiła ok. 40 tys.